# Monica Dolan
Monica Margaret Dolan (Middlesbrough, 15 marzo 1969) è un'attrice britannica.

## Biografia
Studia alla Guildhall School of Music and Drama di Londra, alternando la carriera teatrale con quella cinematografica e televisiva. Nel 2012 viene premiata per la sua interpretazione in Appropriate Adult con il premio BAFTAs come miglior attrice non protagonista.

## Filmografia

### Cinema
- A Midsummer Night's Dream, regia di Adrian Noble (1996)
- Topsy-Turvy - Sotto-sopra (Topsy-Turvy), regia di Mike Leigh (1999)
- Guernsey, regia di Nanouk Leopold (2005)
- Viaggio nella vertigine (Within the Whirlwind), regia di Marleen Gorris (2009)
- Non lasciarmi (Never Let Me Go), regia di Mark Romanek (2010)
- Killer in viaggio (Sightseers), regia di Ben Wheatley (2012)
- Alan Partridge: Alpha Papa, regia di Declan Lowney (2013)
- Kick-Ass 2, regia di Jeff Wadlow (2013)
- Pride, regia di Matthew Warchus (2014)
- Il diritto di uccidere (Eye in the Sky), regia di Gavin Hood (2015)
- Rialto, regia di Peter Mackie Burns (2019)
- La nave sepolta (The Dig), regia di Simon Stone (2021)
- Cyrano, regia di Joe Wright (2021)
- Empire of Light, regia di Sam Mendes (2022)
- This Time Nex Year - Cosa fai a Capodanno? (This Time Next Year), regia di Nick Moore (2024)

### Televisione
- Metropolitan Police – serie TV (1993-1997)
- The Gift, regia di Danny Hiller – film TV (1998)
- Judge John Deed – serie TV (2001)
- Dalziel and Pascoe – serie TV (2002)
- Wallis & Edward, regia di David Moore – film TV (2005)
- Poirot (Agatha Christie's Poirot) – serie TV, episodio 10x03 (2006)
- The Commander: Blacklight, regia di Tristram Powell – film TV (2006)
- The History of Mr Polly, regia di Gillies MacKinnon – film TV (2007)
- Great Performances – serie TV (2008)
- U Be Dead – serie TV (2009)
- L'ispettore Barnaby (Midsomer Murders) – serie TV, episodio 12x07 (2010)
- Excluded, regia di Misha Manson-Smith – film TV (2010)
- DCI Banks – serie TV (2010)
- Appropriate Adult – serie TV (2011)
- Coming Up – serie TV (2012)
- L'amore e la vita - Call the Midwife (Call the Midwife) – serie TV (2013)
- Complicit, regia di Niall MacCormick – film TV (2013)
- Il seggio vacante (The Casual Vacancy) – miniserie TV, 3 episodi (2015)
- Testimone d'accusa (The Witness for the Prosecution) – miniserie TV, 2 puntate (2016)
- Delitti in Paradiso (Death in Paradise) – serie TV, episodio 6x02 (2017)
- A Very English Scandal – miniserie TV, 2 puntate (2018)
- Vanity Fair - La fiera delle vanità (Vanity Fair) – miniserie TV, 4 puntate (2018)
- Black Mirror – serie TV, episodio 6x02 (2023)

## Teatro (parziale)
- Il mercante di Venezia di William Shakespeare, regia di John Durnin. Northcott Theatre di Northcott (1992)
- Enrico V di William Shakespeare, regia di Matthew Warchus. Royal Shakespeare Theatre di Stratford-upon-Avon (1994), Barbican Centre di Londra (1995)
- Sogno di una notte di mezza estate di William Shakespeare, regia di Adrian Noble. Royal Shakespeare Theatre di Stratford-upon-Avon (1994), Barbican Centre di Londra (1995)
- Misura per misura di William Shakespeare, regia di Steven Pimlott. Royal Shakespeare Theatre di Stratford-upon-Avon (1994), Barbican Centre di Londra (1995)
- Coriolano di William Shakespeare, regia di David Thacker. Royal Shakespeare Theatre di Stratford-upon-Avon (1994), Barbican Centre di Londra (1995)
- La bisbetica domata di William Shakespeare, regia di Lindsay Posner. Pit Theatre di Londra e tour britannico (1999)
- Re Lear di William Shakespeare, regia di Trevor Nunn. Courtyard Theatre di Stratford-upon-Avon, Brooklyn Academy of Music di New York, Gillian Lynne Theatre di Londra (2007)
- Il gabbiano di Anton Čechov, regia di Trevor Nunn. Courtyard Theatre di Stratford-upon-Avon, Brooklyn Academy of Music di New York, Gillian Lynne Theatre di Londra (2007)
- All About Eve da Joseph L. Mankiewicz, adattamento e regia di Ivo van Hove. Noël Coward Theatre di Londra (2019)
- Il dubbio di John Patrick Shanley, regia di Lia Williams. Chichester Theatre Festival di Chichester (2022)

## Riconoscimenti
- Premi BAFTA
  - 2012 – Miglior attrice non protagonista per Appropriate Adult
  - 2019 – Candidatura per la miglior attrice non protagonista per A Very English Scandal
- Laurence Olivier Awards
  - 2019 – Miglior attrice non protagonista per All About Eve

## Doppiatrici italiane
Nelle versioni in italiano delle opere in cui ha recitato, Monica Dolan è stata doppiata da:
- Giò Giò Rapattoni in Il diritto di uccidere, Cyrano
- Daniela Abbruzzese in Empire of Light, Black Mirror
- Laura Boccanera in Poirot
- Emilia Costa in Killer in viaggio
- Roberta Paladini in Testimone d'accusa
- Valeria Vidali in A Very English Scandal
- Roberta Greganti in La nave sepolta
- Antonella Alessandro in This Time Next Year - Cosa fai a Capodanno?